# Franziska Schenk
Franziska Schenk, född den 13 mars 1974 i Erfurt, Tyskland, är en tysk skridskoåkare.
Hon tog OS-brons på damernas 500 meter i samband med de olympiska skridskotävlingarna 1994 i Lillehammer.